# Karin Frisch
Karin Frisch (née Reichert le 17 janvier 1941 à Stuttgart) est une athlète allemande, spécialiste des épreuves de sprint. 

## Biographie
Elle remporte trois médailles lors des championnats d'Europe 1966 de Budapest : le bronze sur 100 mètres et l'argent sur 80 mètres haies et au titre du relais 4 × 100 m.
Lors des Jeux olympiques de 1964 à Tokyo, elle se classe cinquième du relais 4 × 100 m.
Elle est élue Personnalité sportive allemande de l'année en 1966.

### Palmarès
| Date | Compétition           | Lieu     | Résultat | Épreuve    | Performance |
| ---- | --------------------- | -------- | -------- | ---------- | ----------- |
| 1966 | Championnats d'Europe | Budapest | 3e       | 100 m      | 11 s 8      |
| 1966 | Championnats d'Europe | Budapest | 2e       | 80 m haies | 10 s 7      |
| 1966 | Championnats d'Europe | Budapest | 2e       | 4 × 100 m  | 44 s 0      |

### Records
| Épreuve    | Performance | Lieu     | Date        |
| ---------- | ----------- | -------- | ----------- |
| 100 m      | 11 s 4      | Munster  | 6 juin 1967 |
| 80 m haies | 10 s 7      | Balingen | 9 juin 1966 |